# آنتونیو دی کارلو
آنتونیو دی کارلو (انگلیسی: Antonio Di Carlo؛ زادهٔ ۶ ژوئن ۱۹۶۲) بازیکن فوتبال اهل ایتالیا است.
از باشگاه‌هایی که در آن بازی کرده‌است می‌توان به باشگاه فوتبال پروجا، باشگاه فوتبال پارما، باشگاه فوتبال آنکونا، باشگاه فوتبال آ.اس. رم، باشگاه فوتبال پیاچنزا، باشگاه فوتبال جنوآ، و باشگاه فوتبال اتلتیکو آرتزو اشاره کرد.